# Conquête espagnole de la Sardaigne
Guerre de la Quadruple Alliance
Batailles
- Sardaigne
- Sicile
- Castellamare
- 1er siège de Palerme
- Cap Passaro
- 1er siège de Messine
- Milazzo
- Fontarrabie
- Glen Shiel
- Francavilla
- Roses
- Pensacola
- 2e prise de Messine
- Vigo
- Cap Saint-Vincent
- 2e siège de Palerme
- Sferracavallo
- La Seu d’Urgell
- Nassau
- Expédition Villasur

La conquête espagnole de la Sardaigne, aussi appelée l'expédition espagnole en Sardaigne, eut lieu d'août à novembre 1717. C'est la première action militaire qui opposa le royaume d'Espagne au Saint-Empire romain germanique après la guerre de succession d'Espagne (1701–1714) ; elle fut la cause directe de la guerre de la Quadruple Alliance (1718–1720). Les troupes espagnoles, commandées par le marquis de Lede et José Carrillo de Albornoz y Montiel, duc de Montemar, et appuyées par la flotte espagnole, défirent facilement celles de l'empereur et conquirent toute la Sardaigne, que l'empereur dirigeait depuis le traité de Rastatt (1714), pour la rendre une dernière fois à l'Espagne,.

## Contexte
Après la guerre de succession d'Espagne, le traité de Rastatt avait fait perdre à l'Espagne toutes ses possessions en Sardaigne, Italie et aux Pays-Bas. Les Pays-Bas espagnols, le duché de Milan, le royaume de Naples et la Sardaigne avaient été donnés à l'Autriche ; et la Sicile, au duc de Savoie. Ces territoires avaient été sous l'autorité espagnole durant près de deux siècles, et leur perte avait porté un dur coup au pays tant sur le plan pratique qu'en termes de prestige.
En 1717, comme l'Espagne redevenait une puissance militaire importante et que le roi Philippe V d'Espagne ambitionnait de rétablir la suprématie espagnole en Italie et dans la Méditerranée, les autres puissances européennes (la Grande-Bretagne, la France et l'Autriche) songeaient à céder la Sicile à l'empereur des Romains Charles VI pour renforcer le traité d'Utrecht de 1713, mais cet arrangement déplaisait à l'Espagne, qui voulait récupérer cette île. Dans ce contexte, l'arrestation du grand inquisiteur d'Espagne, José Molina, par les Autrichiens à Milan fournit le prétexte voulu à Philippe V. En juillet, le roi d'Espagne ordonna à la flotte espagnole préparée à Barcelone de conquérir la Sardaigne pour ouvrir les hostilités contre l'Autriche.

## Conquête espagnole de la Sardaigne
Le gros de l'expédition espagnole quitta le port de Barcelone le 24 juillet ; et le reste de la flotte, le 30 juillet. La flotte, commandée par le marquis de Mari, se composait de 9 navires de ligne, de 6 frégates, de 3 galères, de 2 brûlots et de 80 navires de transport et de commerce ; et les troupes, de 8 500 fantassins et de 500 cavaliers commandés par Jean-François Bette.
Le 22 août, les forces espagnoles accostèrent en Sardaigne et reconquirent en deux mois toute l'île, dont les défenses étaient commandées par le marquis de Rubi. Cette rapide victoire est surtout attribuable à l'action psychologique du marquis de San Felipe, qui fit le tour de l'île pour encourager ses habitants, qui n'étaient pas contents d'être soumis à l'Autriche, à revenir sous l'autorité espagnole,. Seuls les effectifs d'Alghero, de la forteresse de la Couronne d'Aragon située à Ischia et de la ville importante de Cagliari résistèrent, mais les troupes autrichiennes de cette dernière, commandées par Rubi, ne tardèrent pas à fuir vers le nord, faute de renforts ; et le 4 octobre, les troupes espagnoles s'emparèrent de la ville. Quelques jours plus tard, le 19 octobre, le gros des troupes espagnoles, dirigé par le marquis de Lede et le duc de Montemar, assiégea Alghero, qui finit par capituler le 25 octobre. La dernière place tomba aux mains des Espagnols le 30 octobre : la victoire espagnole était complète.

## Conséquences
La première réaction de l'Autriche à cette invasion fut limitée parce que l'Autriche avait consacré toutes ses ressources à la guerre vénéto-austro-ottomane (1716-1718) et que son commandant suprême, le prince Eugène de Savoie-Carignan, voulait éviter une grande guerre contre l'Espagne en Italie. Le traité de Passarowitz mit fin à la guerre entre l'Autriche et l'Empire ottoman, ce qui permit, le 2 août 1718, la formation de la Quadruple Alliance.
Entre-temps, en juillet 1718, les Espagnols, soit 30 000 hommes, dont quatre régiments de dragons encore dirigés par le marquis de Lede, et une flotte de 350 navires équipée de plus de 250 pièces d'artillerie, envahirent la Sicile. Ils prirent Palerme le 7 juillet et divisèrent ensuite leur armée en deux. Le marquis de Lede suivit la côte pour assiéger Messine du 18 juillet au 30 septembre, tandis que le duc de Montemar conquit le reste de l'île.
Les Français, les Autrichiens et les Britanniques exigèrent que les Espagnols se retirent de la Sicile et de la Sardaigne. L'attitude de Victor-Amédée II de Savoie fut ambiguë, car il accepta de négocier une alliance contre l'Autriche avec le premier ministre d'Espagne, le cardinal Alberoni.